# Боровиков Георгій Андрійович
Гео́ргій Андрі́йович Боровико́в (13 січня 1881, Маріуполь — 18 січня 1958, Одеса) — радянський фізіолог і анатом рослин. Професор з 1924 року, доктор біологічних наук з 1936 року. Член Новоросійського та Московського товариств природознавців, Товариствава сільського господарства Півдня Росії, Німецького ботанічного товариства.

## Біографія
Народився 1 (13) січня 1881 року в Маріуполі. Навчався в Маріупольській гімназії. 1907 року закінчив природне відділення фізико-математичного факультету Новоросійського університету. Працював у професорів П. Бучинського та В. Реп'яхова, потім перейшов до Зоологічного музею, яким керував О. Браунер. Досліджував фізіологію й анатомію рослин. Вивчав флору околиць Одеси.
У 1907–1918 роках — у Новоросійському університеті: лаборант, асистент, приват-доцент:
- на 1910 рік — штатний лаборант при біологічної лабораторії фізико-математичного факультету Імператорського Новоросійського університету, лаборант в Одеських Вищих жіночих курсах, викладач природничої історії в Жіночій гімназії С. А. Верцінської;
- на 1914 рік — понадштатний лаборант при зоотомічному кабінеті фізико-математичного факультету Імператорського Новоросійського університету.

Від 1919 року — в Одеському сільськогосподарському інституті:
- з 1921 року — викладач курсів анатомії, фізіології рослин, а з 1927 року і сільськогосподарської мікробіології. За сумісництвом у 1920–1927 роках — директор Вознесенської сільськогосподарської дослідної станції, від 1929 року — директор виноробної станції на Сухому лимані (згодом реорганізованої в Інститут виноградарства й виноробства);
- від 1930 року — керівник кафедри загально-біологічних наук (від 1931 року — кафедри агробіологічних наук, а від 1932 року — агроботаніки), водночас — помічник директора, згодом директор і декан агрономічного і виноградарського факультетів;
- з 1937 року завідувач кафедри ботаніки і фізіології рослин.

У 1939—1941 роках — викладач, завідувач кафедри ботаніки Одеського фармацевтичного інституту. Під час Другої світової війни залишився в окупованій Одесі;
У 1948—1953 роках — завідувач кафедри фізіології рослин Одеського університету.
Помер в Одесі 18 січня 1958 року. Похований на Другому християнському цвинтарі Одеси.

## Наукова діяльність
Вивчав флору півдня Росії, Північного Кавказу і Сибіру, вплив відцентрової сили на формостворюючі процеси клітини, розробив методи боротьби з посухою і способи підвищення врожайності зернових і кормових культур; досліджував походження дикого винограду на Херсонщині, анатомію і фізіологію виноградної лози; розробив перспективи освоєння Нижньодніпровських пісків під культуру винограду. Автор 52 наукових статей і брошур. Серед робіт:
- Папоротники Кубанской области // Зап. Новорос. об-ва естествоиспытателей. 1909. Т. 33;
- Очерк растительности юго-западной части области Войска Донского // Там само;
- К вопросу о строении оболочек растительных клеток // Там само. 1914. Т. 39;
- Действие солеобразных веществ на скорость роста растительных организмов // Там само. 1916. Т. 41;
- Анатомия растений. О., 1919;
- Про заразливі хвороби наших рослин та як боротися з ними. Х., 1925;
- Анатомия и физиология прививки у виноградной лозы. — Харьков, 1935 (Тр. / Укр. НИИ виногр. им. К. А. Тимирязева, вып. 1);
- Виноградна лоза, її будова та життя // Виноградарство. Х., 1935;
- Дикий виноград України. — В кн.: Збірник статей по виноградництву і технічній переробці винограду. Київ—Харків, 1936, вип. 13 (разом з В. В. Золотовим);
- Сучасний стан виноградництва та перспективи освоєння виноградною культурою нижньодніпровських пісків // Пр. Укр. НДІ виноградництва ім. В. Таїрова. К.; Х., 1936. Т. 12;
- О происхождении дикого винограда Украины // Тр. Одес. с.-х. ин-та. 1940. Т. 3.